# Jaime Canalejo Pazos
Jaime Canalejo Pazos (Sevilla, 25 de noviembre de 1991) es un deportista español que compite en remo.
Ganó una medalla de plata en el Campeonato Mundial de Remo de 2022 y cuatro medallas de bronce en el Campeonato Europeo de Remo entre los años 2019 y 2025. Además, obtuvo dos medallas en el Campeonato Mundial de Remo de Mar de 2021.
Participó en dos Juegos Olímpicos de Verano, ocupando el sexto lugar en Tokio 2020 y el quinto en París 2024, en la prueba de dos sin timonel.
Estudió Ciencias de la Actividad Física y Deporte en la Universidad de Sevilla.

## Palmarés internacional
| Campeonato Mundial | Campeonato Mundial       | Campeonato Mundial | Campeonato Mundial |
| Año                | Lugar                    | Medalla            | Prueba             |
| ------------------ | ------------------------ | ------------------ | ------------------ |
| 2022               | Račice (República Checa) | Medalla de plata   | Dos sin timonel    |
| Campeonato Europeo |                          |                    |                    |
| Año                | Lugar                    | Medalla            | Categoría          |
| 2019               | Lucerna (Suiza)          | Medalla de bronce  | Dos sin timonel    |
| 2022               | Múnich (Alemania)        | Medalla de bronce  | Dos sin timonel    |
| 2023               | Bled (Eslovenia)         | Medalla de bronce  | Dos sin timonel    |
| 2025               | Plovdiv (Bulgaria)       | Medalla de bronce  | Dos sin timonel    |